# Jak svět přichází o básníky
Jak svět přichází o básníky è un film del 1982 diretto da Dušan Klein e tratto dal romanzo Amatéri di Ladislav Pecháček.

## Trama
Stepán e Kendy sono due amici inseparabili con grandi ambizioni artistiche: uno spera di diventare un poeta e l'altro di diventare musicista.
I due decidono di realizzare un musical in modo che possano essere ricordati a lungo...

## Sequel
Il film ha avuto quattro sequel:
- Jak básníci přicházejí o iluze (1985)
- Jak básníkům chutná život (1988)
- Konec básníků v Čechách (1993)
- Jak básníci neztrácejí naději (2004)